# 阿拉米人

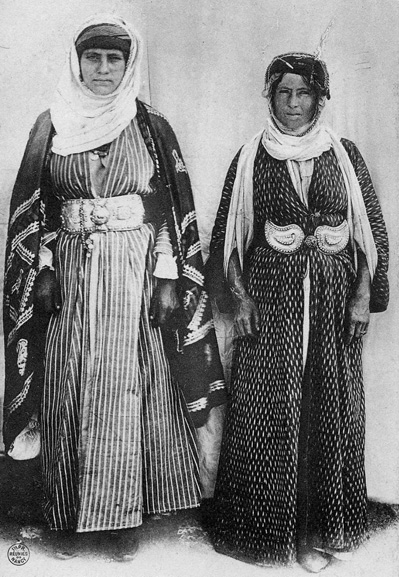
1909 马尔丁省

亞蘭人（阿拉姆语：‎，又译为亞拉米人、阿拉米人、阿拉姆人、亚拉姆人、阿拉美亚人）是青铜时代晚期到铁器时代生活在今叙利亚南部及幼发拉底河中上游一带（即《圣经》中提到的亚兰地区）的半游牧民族，属于闪族的一支。曾建立过亞蘭大馬士革王國等政权，据《圣经》中提到，其经常与以色列王国交战。
阿拉米语在前1000年至公元7世纪是西亚的国际性语言，目前仍在使用，是世界上少数存活了上千年的古老语言之一。阿拉米人后裔在7世纪中叶之后受到阿拉伯人的许多影响，但仍然继续使用阿拉米语。但后来，很多阿拉米人后裔在加入伊斯兰教以后便放弃了原有的文化习俗和语言民族认同，成为了阿拉伯人的一部分。
在今天的叙利亚、黎巴嫩和约旦等地还有许多的古阿拉米人后裔，他们仍有阿拉米人民族认同。他们主要信奉基督教，其教会语言仍是阿拉米语，当今他们的语言宗教和风俗生活与亚述人极相似，有时这些古阿拉米人的后裔和亚述人被看做是同一个民族。
1. ↑  .   [2020-11-02]. （原始内容存档于2020-11-03）.